# Steinscher Algorithmus
Der steinsche Algorithmus oder binäre euklidische Algorithmus dient der effizienten Berechnung des größten gemeinsamen Teilers. Der Algorithmus wurde 1967 vom Physiker Josef Stein (Hebräische Universität Jerusalem) vorgestellt. Donald E. Knuth zufolge entwickelten R. Silver und J. Tersian den Algorithmus bereits 1962, publizierten ihn aber nicht.

## Funktionsweise
Der Algorithmus nutzt folgende Rechenregeln:
Falls {\displaystyle b=0}:
- {\displaystyle \operatorname {ggT} (a,\ 0)=a\qquad } und Haltebedingung des Algorithmus

Falls {\displaystyle b={\text{ungerade}}}:
- {\displaystyle \operatorname {ggT} (a,\ b)={\begin{cases}\operatorname {ggT} (a,\ b-a)\ \ \quad &{\text{falls }}b\geq a\\\operatorname {ggT} (b,\ a-b)\ \ \quad &{\text{sonst }}\end{cases}}}

Falls {\displaystyle b={\text{gerade}}}:
- {\displaystyle \operatorname {ggT} (a,\ b)={\begin{cases}\operatorname {ggT} (a,\ b/2)&{\text{falls }}a{\text{ ungerade}}\\\operatorname {ggT} (a/2,\ b/2)\cdot 2&{\text{sonst }}\end{cases}}}

Funktionsweise
a) Nutzt {\displaystyle \operatorname {ggT} (a,\ 0)=a\ } aus und ist gleichzeitig die Haltebedingung des Algorithmus.
b) Wird abgewendet, wenn {\displaystyle b} ungerade ist.
b1) Ist {\displaystyle b\geq a}, wird {\displaystyle b} um {\displaystyle a} reduziert. {\displaystyle \operatorname {ggT} (a,\ b)=\operatorname {ggT} (a,\ b-a)} ausgenutzt.
b2) Ist {\displaystyle b<a}, wird als erster Operand der zweite Operand {\displaystyle b} benutzt und als zweiter Operand {\displaystyle a-b}. 
Durch dieses geschickte Umsortieren wird das Horrorszenario des klassischen euklidischen Algorithmus vermieden, in dem ein sehr großer Operand nur sehr langsam reduziert wird.
c) wird verwendet, wenn {\displaystyle b} gerade ist:
c1) Wenn nur ein Operand gerade ist, kann die {\displaystyle 2} als gemeinsamer Teiler gestrichen werden.
c2) Wenn beide Operanden gerade ist, werde beide um den Teiler {\displaystyle 2} verringert, diese Operation wird sich aber für das Endergebnis gemerkt, da es ja ein gemeinsamer Teiler ist.
Wir benutzen dafür das Horrorszenario für den klassischen euklidischen Algorithmus, zwei große fast gleiche Zahlen {\displaystyle 209865} und {\displaystyle 209797}:
{\displaystyle {\begin{array}{rl|l}\operatorname {ggT} (209865,\ 209797)&=\operatorname {ggT} (209797,\ 68)&\scriptstyle {\text{b2}}\\\operatorname {ggT} (209797,\ 68)&=\operatorname {ggT} (209797,\ 34)&\scriptstyle {\text{c1}}\\\operatorname {ggT} (209797,\ 34)&=\operatorname {ggT} (209797,\ 17)&\scriptstyle {\text{c1}}\\\operatorname {ggT} (209797,\ 17)&=\operatorname {ggT} (17,\ 209780)&\scriptstyle {\text{b2, hier bekommt der klassische euklidische Algorithmus ein Problem, hier wird allerdings eine ungerade Zahl durch Division durch 2 erzeugt und diese nach vorn gebracht}}\\\operatorname {ggT} (17,\ 209780)&=\operatorname {ggT} (17,\ 104890)&\scriptstyle {\text{c1, hier wird entweder halbiert oder diese ungerade Zahl subtrahiert und damit eine gerade Zahl erzeugt}}\\\operatorname {ggT} (17,\ 104890)&=\operatorname {ggT} (17,\ 52445)&\scriptstyle {\text{c1}}\\\operatorname {ggT} (17,\ 52445)&=\operatorname {ggT} (17,\ 52428)&\scriptstyle {\text{b1}}\\\operatorname {ggT} (17,\ 52428)&=\operatorname {ggT} (17,\ 26214)&\scriptstyle {\text{c1}}\\\operatorname {ggT} (17,\ 26214)&=\operatorname {ggT} (17,\ 13107)&\scriptstyle {\text{c1}}\\\operatorname {ggT} (17,\ 13107)&=\operatorname {ggT} (17,\ 13090)&\scriptstyle {\text{b1}}\\\operatorname {ggT} (17,\ 13090)&=\operatorname {ggT} (17,\ 6545)&\scriptstyle {\text{c1}}\\\operatorname {ggT} (17,\ 6545)&=\operatorname {ggT} (17,\ 6528)&\scriptstyle {\text{b1}}\\\operatorname {ggT} (17,\ 6528)&=\operatorname {ggT} (17,\ 3264)&\scriptstyle {\text{c1}}\\\operatorname {ggT} (17,\ 3264)&=\operatorname {ggT} (17,\ 1632)&\scriptstyle {\text{c1}}\\\operatorname {ggT} (17,\ 1632)&=\operatorname {ggT} (17,\ 816)&\scriptstyle {\text{c1}}\\\operatorname {ggT} (17,\ 816)&=\operatorname {ggT} (17,\ 408)&\scriptstyle {\text{c1}}\\\operatorname {ggT} (17,\ 408)&=\operatorname {ggT} (17,\ 204)&\scriptstyle {\text{c1}}\\\operatorname {ggT} (17,\ 204)&=\operatorname {ggT} (17,\ 102)&\scriptstyle {\text{c1}}\\\operatorname {ggT} (17,\ 102)&=\operatorname {ggT} (17,\ 51)&\scriptstyle {\text{c1}}\\\operatorname {ggT} (17,\ 51)&=\operatorname {ggT} (17,\ 34)&\scriptstyle {\text{b1}}\\\operatorname {ggT} (17,\ 34)&=\operatorname {ggT} (17,\ 17)&\scriptstyle {\text{c1}}\\\operatorname {ggT} (17,\ 17)&=\operatorname {ggT} (17,\ 0)&\scriptstyle {\text{b1}}\\\operatorname {ggT} (17,\ 0)&=17&\scriptstyle {\text{a}}\\\end{array}}}
Zu beachten ist, dass der steinsche Algorithmus nur dann richtig funktioniert, wenn vorzeichenlose Integer verwendet werden. Negative Zahlen müssen zuerst in positive überführt werden. Der euklidische Algorithmus hingegen funktioniert auch mit vorzeichenbehafteten Integertypen, wenn ein Operand nicht die kleinste darstellbare Zahl ist.

## Prinzip
Zu bestimmen sei der größte gemeinsame Teiler der beiden positiven Zahlen {\displaystyle a} und {\displaystyle b}. Dazu wird als erstes eine Variable {\displaystyle k} definiert und dieser wird der Wert 0 zugewiesen. Dann werden sowohl {\displaystyle a} als auch {\displaystyle b} solange durch 2 geteilt, bis {\displaystyle a} und {\displaystyle b} nicht mehr durch 2 teilbar sind. Bei jeder Halbierung wird {\displaystyle k} um 1 erhöht.
Der zweite Teil benötigt eine zusätzliche Variable {\displaystyle t}, der die Differenz von {\displaystyle a} und {\displaystyle b} zugewiesen wird. Jeder gemeinsame Teiler von {\displaystyle a} und {\displaystyle b} ist auch Teiler von {\displaystyle t}, sodass gilt: {\displaystyle \operatorname {ggT} (a,b)=\operatorname {ggT} (a,t)=\operatorname {ggT} (b,t)}. Die Variable {\displaystyle t} wird anschließend noch, solange es sich um eine gerade Zahl handelt, durch 2 geteilt. Dann wird {\displaystyle a} durch {\displaystyle t} ersetzt und mit dem neuen {\displaystyle a} ein neues {\displaystyle t} berechnet. Der Algorithmus ist beendet, sobald {\displaystyle t=0} gilt. Das Ergebnis ist dann {\displaystyle \operatorname {ggT} (a,b)=a\cdot 2^{k}}.

## Algorithmus
Die hier in Pseudocode beschriebene Variante des Algorithmus entspricht im Wesentlichen derjenigen, die Donald E. Knuth in seinem Werk The Art of Computer Programming beschreibt.
```
STEIN
(a,b)
  
wenn
 a = 0
      
dann
 
return
 b
  k 

  

    

      

        
←

      

    

    
{\displaystyle \leftarrow }

  

 0
  
solange
 a und b gerade Zahlen sind
      a 

  

    

      

        
←

      

    

    
{\displaystyle \leftarrow }

  

 a/2
      b 

  

    

      

        
←

      

    

    
{\displaystyle \leftarrow }

  

 b/2
      k 

  

    

      

        
←

      

    

    
{\displaystyle \leftarrow }

  

 k + 1
  
wenn
 a eine ungerade Zahl ist
      
dann
 t 

  

    

      

        
←

      

    

    
{\displaystyle \leftarrow }

  

 -b
      
sonst
 t 

  

    

      

        
←

      

    

    
{\displaystyle \leftarrow }

  

 a
  
solange
 t ≠ 0
      
solange
 t eine gerade Zahl ist
          t 

  

    

      

        
←

      

    

    
{\displaystyle \leftarrow }

  

 t/2
      
wenn
 t > 0
          
dann
 a 

  

    

      

        
←

      

    

    
{\displaystyle \leftarrow }

  

 t
          
sonst
 b 

  

    

      

        
←

      

    

    
{\displaystyle \leftarrow }

  

 -t
      t 

  

    

      

        
←

      

    

    
{\displaystyle \leftarrow }

  

 a - b
  
return
 a 

  

    

      

        
⋅

      

    

    
{\displaystyle \cdot }

  

 2
k
```

Viele Prozessoren haben heutzutage Befehlssätze, die sehr schnell (oft in einem Takt) bestimmen können, wie oft eine Ganzzahl durch Zwei teilbar ist. Zum Beispiel stellt die x86-Architektur seit dem 80386 für diesen Zweck die Instruktion bsf zur Verfügung. Unter Verwendung einer solchen Instruktion ist es möglich, zwei der drei Schleifen des Algorithmus einzusparen und damit seine Laufzeit signifikant zu verbessern. Die folgende Implementierung in der Programmiersprache C nutzt zu diesem Zwecke die POSIX-Standardfunktion ffs (find first set):
```
#include
 
<stdlib.h>
  /* für abs() */

#include
 
<strings.h>
 /* für ffs() */

int
 
ggt
(
int
 
a
,
 
int
 
b
)

{

    
int
 
c
;

    
if
 
(
a
 
==
 
0
 
||
 
b
 
==
 
0
)
 
// falls eines oder beide Argumente 0 sind,

        
return
 
a
 
|
 
b
;
 
// ist das andere Argument oder 0 das Ergebnis

    
// dies kann weggelassen werden, wenn a und b nicht negativ sein können

    
a
 
=
 
abs
(
a
);

    
b
 
=
 
abs
(
b
);

    
c
 
=
 
ffs
(
a
 
|
 
b
)
 
-
 
1
;

    
a
 
>>=
 
ffs
(
a
)
 
-
 
1
;

    
do
 
{

        
b
 
>>=
 
ffs
(
b
)
 
-
 
1
;

        
if
 
(
a
 
>
 
b
)
 
{

            
// vertausche Variablen, damit bei Subtraktion kein Überlauf stattfinden kann

            
int
 
temp
 
=
 
b
;

            
b
 
=
 
a
;

            
a
 
=
 
temp
;

        
}

        
b
 
-=
 
a
;

    
}
 
while
 
(
b
 
!=
 
0
);

    
return
 
a
 
<<
 
c
;

}

```

Eine Implementierung für vorzeichenlose Ganzzahlen in x86-Assembler, die bsf nutzt:
```
ggt:

        
mov
     
ecx
,
 
4
[
esp
]
     
; Lade a

        
mov
     
eax
,
 
8
[
esp
]
     
; Lade b

        
test
    
ecx
,
 
ecx
        
; Vergleiche a mit 0:

        
jz
      
done
            
;  falls a gleich 0 ist das Ergebnis b

        
cmp
     
eax
,
 
ecx
        
; Vergleiche a mit b:

        
je
      
done
            
;  falls a gleich b ist das Ergebnis b

        
mov
     
edx
,
 
eax
        
; Lade b

        
mov
     
eax
,
 
ecx
        
; Lade a

        
test
    
edx
,
 
edx
        
; Vergleiche b mit 0:

        
jz
      
done
            
;  falls b gleich 0 ist das Ergebnis a

        
push
    
ebx

        
bsf
     
ecx
,
 
edx
        
; Bestimme größte Zweierpotenz von b

        
bsf
     
ebx
,
 
eax
        
; Bestimme größte Zweierpotenz von a

        
cmp
     
ebx
,
 
ecx
        
; Vergleiche beide

        
cmova
   
ebx
,
 
ecx
        
;  und merke deren Minimum

        
shr
     
edx
,
 
cl
         
; Dividiere b durch größte Zweierpotenz

next:

        
bsf
     
ecx
,
 
eax
        
; Bestimme größte Zweierpotenz von a

        
shr
     
eax
,
 
cl
         
; Dividiere a durch größte Zweierpotenz

        
mov
     
ecx
,
 
edx

        
cmp
     
edx
,
 
eax
        
; Vergleiche b mit a

        
cmovb
   
edx
,
 
eax
        
;  und vertausche beide, falls b kleiner a

        
cmovb
   
eax
,
 
ecx

        
sub
     
edx
,
 
eax
        
; Subtrahiere a von b

        
jnz
     
next
            
;  und wiederhole, bis b gleich 0

        
mov
     
ecx
,
 
ebx

        
shl
     
eax
,
 
cl
         
; Multipliziere a mit 2**Minimum

        
pop
     
ebx

done:

        
ret

```